# Steffen Stegavik
Steffen Stormo Stegavik (* 30. November 1983 in Trondheim) ist ein ehemaliger norwegischer Handballspieler. Stegavik wurde zumeist auf Rückraum Mitte eingesetzt. Mittlerweile ist er als Handballtrainer tätig.

## Karriere
Der 1,83 m große Rechtshänder spielte bis zu seinem 18. Lebensjahr Handball und Fußball, bevor er sich für den Hallensport entschied. Nach Stationen bei SK Rapp und Malvik HK stand er bis 2007 beim norwegischen Verein Heimdal HK unter Vertrag. Als der Verein Konkurs anmelden musste, wechselte der beste Torschütze der Postenligaen zum Ligarivalen Elverum Håndball. Nachdem er Elverum als erneuter Torschützenkönig zur Meisterschaft geworfen hatte, unterschrieb er bei Drammen HK, wo er Glenn Solberg ersetzen sollte. Nach nur einer Saison kehrte er nach Elverum zurück und gewann den Pokal 2010 und die Meistertitel 2012 und 2013. Im Europapokal der Pokalsieger 2010/11 scheiterte er im Viertelfinale am VfL Gummersbach und wurde mit 45 Treffern viertbester Torschütze des Wettbewerbs hinter drei Finalteilnehmern. Ab 2013 lief er für den Zweitligisten Kolstad IL auf, um näher bei seiner Frau zu sein. Zur Saison 2014/15 wechselten beide nach Rumänien zu HC Minaur Baia Mare. Mit Baia Mare gewann er 2015 die Meisterschaft. Im Sommer 2015 schloss er sich Elverum Håndball an. Mit Elverum gewann er 2016 die norwegische Meisterschaft. Anschließend verließ er Elverum und zog nach Mazedonien, wo seine Ehefrau spielte. Nachdem Stegavik keinen neuen Verein in Mazedonien gefunden hatte, schloss er sich im November 2016 dem norwegischen Zweitligisten Nærbø IL an. Dort beendete er nach der Saison 2019/20 seine Karriere.
Steffen Stegavik debütierte in der norwegischen Nationalmannschaft am 28. Juli 2004 gegen Kroatien. Er stand im erweiterten Aufgebot für die Weltmeisterschaft 2007 und die Europameisterschaft 2010. Der Spielmacher erzielte in 42 Länderspielen 86 Tore.
Im Sommer 2011 kehrte Stegavik kurzzeitig auf den Fußballplatz zurück, als sein ehemaliger Verein Strindheim IL in der Oddsenligaen (3. Liga) von Verletzungen geplagt war.
Stegavik übernahm zur Saison 2020/21 das Traineramt der Frauenmannschaft von Sola HK.

## Erfolge
- Torschützenkönig der Postenligaen 2006/07 und 2007/08[12]
- Norwegischer Meister 2008, 2012, 2013 und 2016
- Norwegischer Pokalsieger 2010
- Rumänischer Meister 2015

## Privates
Steffen Stegavik ist seit Juli 2013 mit der norwegischen Handballspielerin Camilla Herrem verheiratet.